# Дурдыев, Шохрат
Шохрат Дурдыев (туркм. Şöhrat Durdyýew; 23 июня 1982) — туркменский футболист, полузащитник. Выступал за сборную Туркменистана.

## Биография
На старте карьеры выступал за ашхабадские клубы «Копетдаг» и «Галкан»/«Асудалык». В составе «Копетдага» становился чемпионом (2000) и призёром чемпионата Туркменистана, участвовал в Кубке Содружества 2001 года. Позднее завоёвывал бронзовые медали чемпионата страны в 2006 году с «Ашхабадом» и в 2007 году с «Небитчи» (Балканабад). В 2006 году провёл один матч в чемпионате Узбекистана за «Шуртан» (Гузар). В конце карьеры выступал на родине за столичный «Алтын Асыр».
Сыграл единственный матч за национальную сборную Туркменистана в 18-летнем возрасте 8 октября 2000 года против Узбекистана, заменив на 68-й минуте Зарифа Эрешова.